# الیور، شهرستان کالکاسکا، میشیگان
الیور (به انگلیسی: Oliver Township) یک منطقهٔ مسکونی در ایالات متحده آمریکا است که در شهرستان کالکاسکا، میشیگان واقع شده‌است.
 الیور  ۲۸۱ نفر جمعیت دارد و ۳۳۹ متر بالاتر از سطح دریا واقع شده‌است.